# Ladislav Baletka
Ladislav Baletka (12. dubna 1944 Přerov – 25. června 2011 Valašské Meziříčí) byl český historik a archivář. Jeho synem je historik Tomáš Baletka.

## Život
Ladislav Baletka se narodil 12. dubna 1944 v Přerově, kde byla v té době totálně nasazena jeho matka. Dětství prožil v Ratiboři v údolí Kobelné a poté ve Vsetíně, kam se rodina přestěhovala v roce 1953. Zde dokončil základní školní docházku a roku 1961 maturoval na Jedenáctileté střední škole. Poté studoval archivnictví a pomocné vědy historické na Filozofické fakultě Univerzity Karlovy v Praze, studium dokončil roku 1966.
Pracovat začal ve Státním okresním archivu ve Vsetíně, kde pomáhal již v době studií jako praktikant. Po dvou letech odešel do Zemského archivu v Opavě. Po svatbě, kdy se mladá rodina usadila v Podlesí u Valašského Meziříčí, nastoupil roku 1970 do Vlastivědného ústavu Vsetín, pracoviště Valašské Meziříčí. Většina jeho profesního života je však spojena se vsetínským archivem, kde pracoval nejdříve jako odborný archivář a od roku 1974, kdy se do archivu opět vrátil, jako ředitel. Dne 18. října 1984 se stal členem KSČ (č. průkazu 01703340). Ředitelem okresního archivu byl až do svého odchodu do důchodu v roce 2008.
S manželkou Milenou měl Ladislav Baletka dvě děti, syna Tomáše a dceru Markétu. Zemřel 25. června 2011 ve Valašském Meziříčí.

## Vědecká práce, profesní činnost
Ladislav Baletka se zabýval zejména regionálními dějinami Valašska, především okresu Vsetín – Vsetínska, Valašskomeziříčska a Rožnovska. Jeho širší badatelský záběr zaujímal dějiny průmyslu, městskou a obecní symboliku, ale např. i dějiny vystěhovalectví do USA.
Za svůj profesní život zpracoval četné množství archivů měst, obcí, škol, spolků a rovněž osobních fondů. Svými díly o řadě valašských obcí (např. Huslenky, Horní Bečva, Janová, Karolinka, Kateřinice, Liptál, Oznice, Zubří) se podstatně zasloužil o zpřístupnění regionální historie. Velkým přínosem byly jeho rozsáhlejší práce o Vsetíně a Valašském Meziříčí.
Historii kraje zpřístupňoval i vydáváním popularizačních článků v regionálních periodicích; ve Zpravodaji města Vsetína mu od r. 1997 pravidelně vycházel cyklus článků Významné osobnosti našeho města, v rozsáhlém cyklu Kolem nás šla historie se věnoval řadě známých a významných budov a míst ve Vsetíně a jeho okolí.
Jeho zájem o historii židovství vykrystalizoval publikací Židé v dějinách Valašského Meziříčí (2004).
V oblasti pomocných věd historických se soustředil především na diplomatiku, heraldiku a sfragistiku. Řadě obcí Vsetínského okresu zpracoval obecní symboliku. Společně s Jiřím Loudou, autorem současné podoby Státního znaku ČR, napsal publikaci Znaky měst Severomoravského kraje (1980).

## Veřejné aktivity
Ladislav Baletka se angažoval angažoval i ve veřejném životě, od roku 1998 působil jako zastupitel a následně i jako radní města Valašské Meziříčí (za ČSSD) a byl také předsedou komise pro městskou památkovou zónu.
Byl rovněž dlouholetým aktivním členem České archivní společnosti. Roku 2009 mu byla ministrem vnitra udělena medaile Za zásluhy o české archivnictví. Za významný přínos v popularizaci města byl roku 2010 nominován na Cenu města Valašské Meziříčí, kterou však z osobních důvodů odmítl převzít.

## Dílo (výběr)

### Monografie
- 100 let dobrovolné požární ochrany ve Valašském Meziříčí: 1872 - 1972. Valašské Meziříčí: ČSPO, 1972. 107 s.
- Znaky měst severomoravského kraje. Ostrava: Profil, 1980. 98 s. (spoluautor Jiří Louda)
- Rožnov pod Radhoštěm a jeho okolí v boji proti fašismu 1938–1945. Vsetín: Okresní výbor Čs. svazu protifašistických bojovníků, 1986. 78 s.
- Okres Vsetín. Ostrava: Profil, 1987. 143 s.
- Příspěvky k dějinám požární ochrany v okrese Vsetín. Praha: TEPS – Svaz požární ochrany ČSFR, 1991. 191 s.
- Liptál. Kapitoly z historie obce na Valašsku. Liptál: Obecní úřad, 1994. 512 s.
- Obrázky z dějin naší obce. Ústí (okres Vsetín): Obecní úřad, 1995. 158 s.
- Karolinka. Město v srdci Valašska 1949–1998. Karolinka: Městský úřad v Karolince, 1998. 336 s.
- Českoslovenští legionáři 1914–1920. Rodáci a občané okresu Vsetín. Vsetín: Okresní úřad, Státní okresní archiv, 2001. 160 s. (spoluautor Zdeněk Pomkla)
- Lhota u Kelče. Pohledy do minulosti. Vsetín: Moravský zemský archiv Brno - Státní okresní archiv Vsetín, 2004. 79 s.
- Historie a současnost podnikání na Vsetínsku, Valašskomeziříčsku a Rožnovsku. Žehušice: Městské knihy, 2007. 327 s. ISBN 978-80-86699-48-6.
- Vsetín. Město a čas. Vsetín: Masarykova veřejná knihovna, 2008. 239 s. ISBN 978-80-904139-1-7.
- Almanach: sedm století Poličné: 1310–2010. Valašské Meziříčí: Město Valašské Meziříčí, 2010. 48 s. ISBN 978-80-254-8625-2. (spoluautoři Karel Malúšek a Jindřich Zeť)
- Zubří 1310–2010: cesta ke kořenům. Zubří: Město Zubří, 2010. 207 s. (spoluautor Ladislav Koláček)

### Studie
- Rajnochovická keramika. Výrobní poměry a produkce v manufakturách na výrobu kameniny v Mikulůvce a na Lázech na Vsetínsku. In: Český lid. Časopis pro etnologická studia 77, č. 3, 1990, s. 165–171.
- Valašské Meziříčí. In: Vlastivědné listy Slezska a Severní Moravy 17, č. 2, 1991, s. 16-19.
- Synagoga ve Valašském Meziříčí – Krásně. In: Židé a Morava: sborník z konference konané v Muzeu Kroměřížska dne 12. listopadu 2003. Kroměříž: Muzeum Kroměřížska, 2004, s. 171-181.
- Stavitel Ambrož Zapletal a osudy dvou jeho staveb. In: Hlasy muzea ve Frenštátě pod Radhoštem: vlastivědný časopis Frenštátska. Frenštát pod Radhoštěm: Muzejní a vlastivědná společnost 21, č. 1–3, 2004, s. 28–31.
- Osudy vsetínské synagogy. In: Židé a Morava: sborník z konference konané v Muzeu Kroměřížska dne 3. listopradu 2004. Kroměříž: Muzeum Kroměřížska, 2005, s. 164-170. (spoluautor Jaroslav Klenovský)
- Přehled publikační činnosti Státního okresního archivu Vsetín a jeho pracovníků 1960–2005. In: Sborník Státního okresního archivu Vsetín. Brno: Moravský zemský archiv v Brně 1, 2006, s. 57–70.
- Přehled fondů a sbírek Státního okresního archivu Vsetín. In: Sborník Státního okresního archivu Vsetín. Brno: Moravský zemský archiv v Brně 1, 2006, s. 78-168. (spoluautor Zdeněk Pomkla)
- Seznam obcí okresu Vsetín. In: Sborník Státního okresního archivu Vsetín. Brno: Moravský zemský archiv v Brně 1, 2006, s. 71–77.
- Státní okresní archiv Vsetín v roce 2005. In: Sborník Státního okresního archivu Vsetín. Brno: Moravský zemský archiv v Brně 1, 2006, s. 3.
- Státní okresní archiv Vsetín. Jeho předchůdci a jeho vznik a vývoj do r. 2002. In: Sborník Státního okresního archivu Vsetín. Brno: Moravský zemský archiv v Brně 1, 2006, s. 4–59.